# Benjamín Illesca
Benjamín Rodrigo Illesca Leiva, más conocido como Benjamín Illesca, (Rancagua, 4 de febrero del 2000) es un jugador de balonmano chileno que juega de pivote con la selección de balonmano de Chile.
En 2021 debutó con Chile en un Campeonato Mundial de Balonmano.

## Palmarés internacional
| Juegos Panamericanos                      | Juegos Panamericanos | Juegos Panamericanos | Juegos Panamericanos |
| Año                                       | Lugar                | Medalla              |                      |
| ----------------------------------------- | -------------------- | -------------------- | -------------------- |
| 2023                                      | Santiago de Chile    | Medalla de bronce    |                      |
| Campeonato Sudamericano y Centroamericano |                      |                      |                      |
| Año                                       | Lugar                | Medalla              |                      |
| 2022                                      | Brasil               | Medalla de bronce    |                      |
| 2024                                      | Buenos Aires         | Medalla de bronce    |                      |
| Juegos Suramericanos                      |                      |                      |                      |
| Año                                       | Lugar                | Medalla              |                      |
| 2022                                      | Asunción             | Medalla de plata     |                      |

## Clubes
| Club                  | País     | Año         |
| --------------------- | -------- | ----------- |
| Unión Machalí         | Chile    | 2016 - 2020 |
| Boa Hora Andebol      | Portugal | 2020 - 2021 |
| Club Balonmano Zamora | España   | 2021 - 2023 |
| Agustinos Alicante    | España   | 2023 - Act. |